# Stol (pohištvo)
Stol je tip sedeža, navadno z naslonjalom, namenjenega za sedenje ene osebe.
Je eden najstarejših kosov pohištva, ki so ga uporabljali že v času tretje egipčanske dinastije pred več kot 4500 leti, pri čemer pa je bil skozi večino zgodovine simbol moči, ki so ga posedovali in uporabljali zgolj vladarji – navadni ljudje so sedeli na klopeh ali tleh. Splošno razširjen in dostopen vsem je postal šele v 19. stoletju na Zahodu. Osnovno obliko stola so oblikovalci nadgradili z najrazličnejšimi dodatki, materiali in ornamenti; umetnostni zgodovinarji ga obravnavajo praktično kot skulpturo.
Še zdaj oblikujejo stole tudi najuglednejši oblikovalci. Na Slovenskem so znameniti stoli arhitekta in oblikovalca Jožeta Plečnika in stol Rex Nika Kralja, ki velja za mojstrovino industrijskega oblikovanja.

## Etimologija
Slovenska beseda 'stol' izhaja iz praindoevropskih korenov *stə2-ló- oz. *stah2-lo- (podstavek, podlaga), ki sta sama izpeljana iz korena *stah2- (stopiti, stati). V nekaterih drugih slovanskih jezikih ta beseda označuje mizo, v slovenščini pa se je koren ohranil v glagolu 'stati'. Iz istega praindoevropskega korena izvira tudi nemški 'Stuhl', vendar ima ta drugačno prevojno izhodišče.